# Ayumi hamasaki PREMIUM COUNTDOWN LIVE 2008-2009 A
『ayumi hamasaki PREMIUM COUNTDOWN LIVE 2008-2009 A』（アユミ・ハマサキ・プレミアム・カウントダウン・ライブ 2008-2009 エー）は、2008年12月30日、31日に国立代々木競技場第一体育館で開催された、浜崎あゆみのカウントダウンライブ、および2009年5月に発売されたDVDである。なお、タイトル末尾の「A」はロゴ表記。

## 解説
浜崎のコンサートでは当時、最長の3時間にわたって行われた。DVD特典映像としてオフショット・ムービーが収録された。豪華スリーブ仕様。
アルバム『NEXT LEVEL』の2CD+DVD盤には、当ライブからの音源16曲を収録したライブCDが付属されている。

## 曲目

### DISC 01
1. GREEN
2. Will
3. vogue
4. HONEY
5. ANGEL'S SONG
6. End of the World
7. Heartplace
8. Real me
9. And Then
10. Naturally
11. In The Corner
12. POWDER SNOW
13. HOPE or PAIN
14. Over
15. SCAR

### DISC 02
1. SIGNAL
2. Hana
3. too late
4. UNITE!
5. SURREAL〜evolution〜SURREAL
6. Who...
7. Trauma
8. independent
9. enerywhere nowhere
10. Mirrorcle World
11. Days
12. For My Dear...
13. flower garden
14. Boys & Girls
15. MY ALL

## 参加ミュージシャン
- 浜崎あゆみ：Vocal

バンドメンバー
- 江口信夫：Drums
- エンリケ：Bass
- 野村義男：Guitar
- 友成好宏：Keyboards
- 宮崎裕介：Keyboards
- 濱田“ペコ”美和子：Chorus
- 山崎“プリンセス”陽子：Chorus

ダンサー
- 大坪剛
- 水野周也
- 神優作
- 冨田統星
- 野村麿我
- 秋間玲二
- 野村かやの
- 前原ちさ
- 斉藤みどり
- 米田あき